# ヘリタンス・アフンガッラ
ヘリタンス・アフンガッラ（英: Heritance Ahungalla）は、スリランカを代表する建築家ジェフリー・バワによって1981年に建てられたホテルである。アフンガッラはスリランカの南側の海に面する町であり、ホテルヘリタンスはアフンガッラの他にもカンダラマという地域にもある。 
ホテル内ではプールやビーチで遊びながらレストランなどで食事を楽しむこともできる。バリ式などのスパもある。
南アジア、中東、アフリカ、太平洋で事業を展開しているスリランカの優良企業    Aitken Spence PLC （ シンハラ語: එයිට්කින් ස්පෙන්ස්  ; タミル語: எய்ட்கின் ஸ்பென்ஸ்  ）が展開。 

## 解説
ヘリタンスアフンガラ（以前はトリトンとして知られていた）は、スリランカで最初の5つ星のビーチリゾート。1981年にスリランカの南海岸地帯の町アフンガラに設けられた。 ジェフリー・バワ設計の152 室の 5つ星リゾートは、13百万米ドルの改修を受けて、2006年6月にHeritanceブランドでリニューアルされる  。このホテルは、スリランカで初めてエネルギー管理のISO 50001認証を取得したホテル  で、5つ星のヘリタンスアフンガラは、権威あるTUI Top Quality 2018を受賞。 これは、世界最大のレジャー、旅行、観光会社であるTUI Groupから授与された 。 